# William Breach
William Breach (* 23. Juni 1916; Todesdatum unbekannt) war ein britischer Weitspringer.
Bei den Leichtathletik-Europameisterschaften 1938 in Paris wurde er Sechster mit 7,16 m.
1939 wurde er Englischer Meister mit 7,21 m. Seine persönliche Bestleistung von 7,31 stellte er am 29. Mai 1937 in London auf.